# Picoplancton

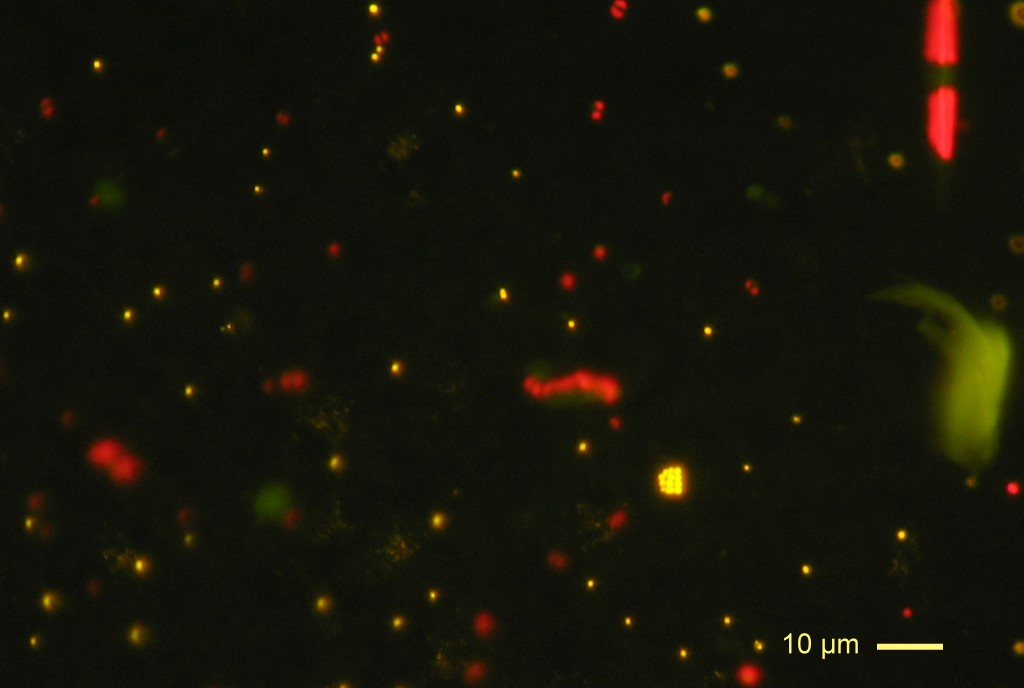
Picoplancton fotosintético del Océano Pacífico (frente a las islas Marquesas) observado mediante microscopía de epifluorescencia

Picoplancton es la fracción de plancton compuesta de células entre 0,2 y 2 μm, está distribuida a lo largo del mundo en todos los cuerpos de agua (lagos, lagunas, océanos) y que pueden ser tanto:
- fotosintéticas: picoplancton fotosintético
- Heterotrófico: conjuntamente este es considerado la principal fuente de la producción primaria.

Algunas especies pueden ser también mixotróficas.
Dado su pequeño tamaño, esta fracción del plancton se suele capturar con botellas oceanográficas y no con redes.